# Стуколово (Паниковская волость)
Стуколово — деревня в Печорском районе Псковской области России. Входит в состав сельского поселения «Паниковская волость».
Расположена в 10 км к югу от центра города Печоры и в 6 км к северо-востоку от волостного центра, деревни Паниковичи.

## Население
Численность населения деревни составляет 16 жителей (2000 год).
| 2001 | 2002 | 2010 |
| ---- | ---- | ---- |
| 16   | ↘15  | ↘11  |

## Топографические карты
- O-35-080-c Масштаб: в 1 км 500 м Госгисцентр